# 浜井美香
浜井 美香（はまい みか、女性、1984年（昭和59年）3月1日 - ）は、石川県出身の空手家。元日本代表。中央大学商学部卒。国際空手道連盟 極真会館浜井派の代表。父・浜井識安は極真会館浜井派の会長。叔父・浜井良顕（本名：良明）は極真会館松井派の中部本部長。

## 略歴
1984年、石川県金沢市に生まれ、幼少期から父親の道場で空手を習い始める。高校時代に極真会館松井派の世界大会で日本代表として参加。
2006年、二十人組手を完遂。
大学卒業後、中国大連へ渡り、大連道場の立ち上げに関わる。
2011年、石川県で初の三十人組手を完遂。
株式会社リクルートを退社後、2016年にキッズ・ビギナーにやさしい空手教室（所在地：東京都渋谷区）を立ち上げる。
保育資格を活かし、3歳から習える空手道場を始め、開設1年で100名を集め注目を集める。